# Układ rombowy

Komórka elementarna w układzie rombowym; a ≠ b ≠ c ≠ a

Układ rombowy – układ krystalograficzny, w którym wszystkie trzy jednostki osiowe mają różną długość i są do siebie prostopadłe.
Typowymi przedstawicielami tej grupy są:
- pinakoidy
- słupy
- piramidy rombowe
- rombowe piramidy podwójne

W tym układzie krystalizuje około 22% minerałów; np. siarka rodzima, antymonit, aragonit, cerusyt, baryt, celestyn, anglezyt, anhydryt, oliwin, topaz, chryzoberyl, hemimorfit, prehnit, zoisyt, epsomit, enstatyt, bronzyt, hipersten, antofyllit, gedryt, stefanit.